# Civate

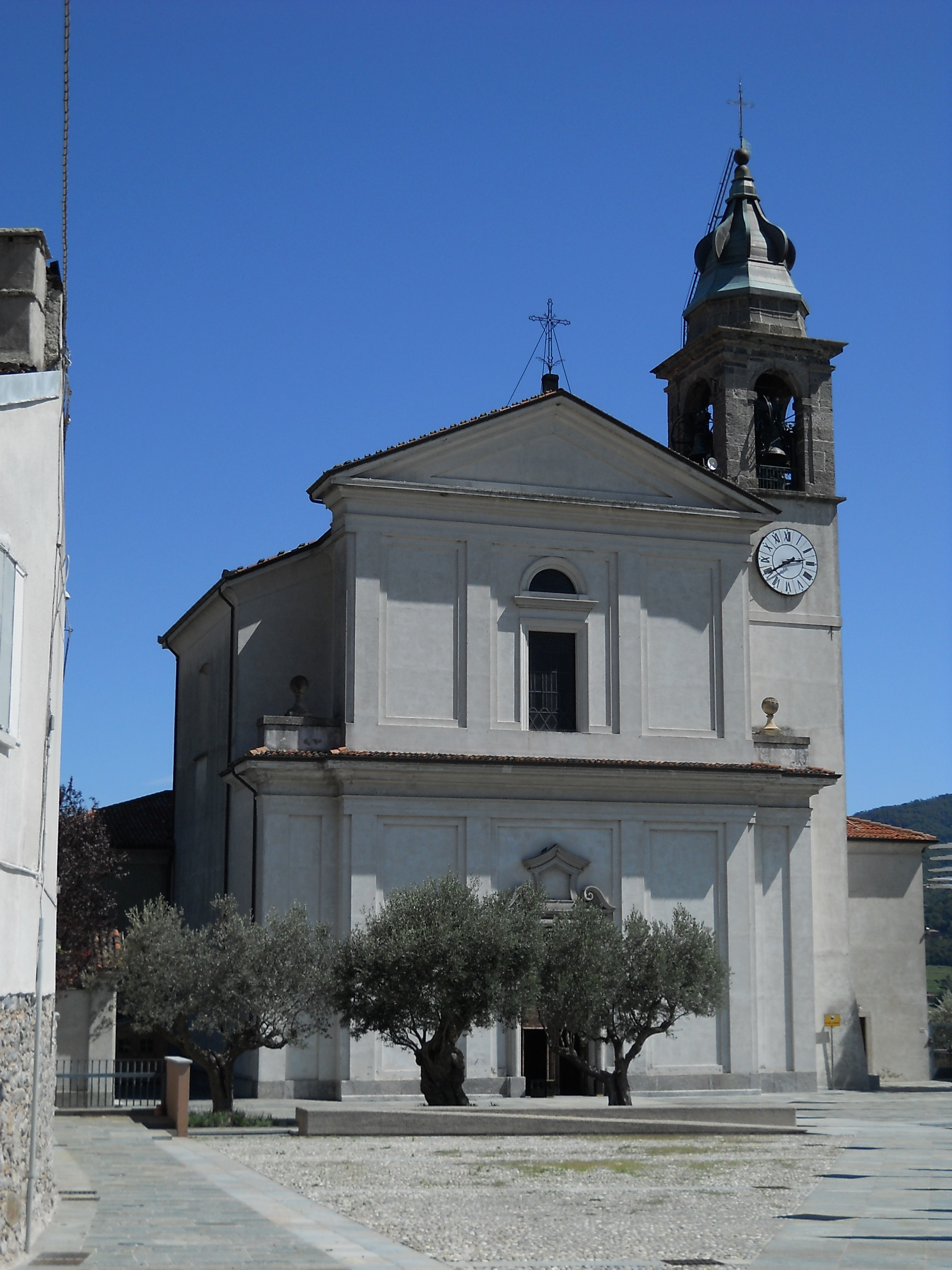
Kerk

Civate is een gemeente in de Italiaanse provincie Lecco (regio Lombardije) en telt 3898 inwoners (31-12-2004). De oppervlakte bedraagt 9,1 km², de bevolkingsdichtheid is 425 inwoners per km².

## Demografie
Civate telt ongeveer 1482 huishoudens. Het aantal inwoners steeg in de periode 1991-2001 met 5,0% volgens cijfers uit de tienjaarlijkse volkstellingen van ISTAT.
| Jaar | Inwoneraantal |
| ---- | ------------- |
| 1991 | 3664          |
| 2001 | 3846          |

## Geografie
De gemeente ligt op ongeveer 269 m boven zeeniveau.
Civate grenst aan de volgende gemeenten: Annone di Brianza, Canzo (CO), Cesana Brianza, Galbiate, Suello en Valmadrera.